# Nógrádmarcal
Nógrádmarcal là một thị trấn thuộc hạt Nógrád, Hungary. Thị trấn này có diện tích 19,94 km², dân số năm 2010 là 544 người, mật độ 27 người/km².